# Марія Елеонора Бранденбурзька (1607—1675)
Марія Елеонора Бранденбурзька (нім. Marie Eleonore von Brandenburg, 1 квітня 1607 — 18 лютого 1675) — бранденбурзька принцеса з династії Гогенцоллернів, донька курфюрста Йоакіма Фрідріха Бранденбурзького та прусської принцеси Елеонори, дружина пфальцграфа Людвіга Філіпа фон Ціммерна.

## Біографія
Марія Елеонора народилась 1 квітня 1607 року у Кельні в родині курфюрста Бранденбурзького Йоакіма Фрідріха та його другої дружини Елеонори Пруcської. Матір померла за тиждень після її народження. Батько пішов з життя наступного року. Залишившись сиротою ще немовлям, дівчинка виховувалась при дворі дядька Крістіана Бранденбург-Байротського.
У 24 роки пошлюбилася із пфальцграфом Людвігом Філіпом фон Зіммерн. Весілля відбулося 4 грудня 1631 року. Весною 1632 пара переїхала до Пфальцу. Там Людвіг правив  адміністратором краю. 1635-го знову був витурений імперськими військами. Кілька років Марія Елеонора з чоловіком провели у вигнанні у містах Мец та Седан. У подружжя народилось семеро дітей	
У період вдівства використовувала Вадгасергоф у Кайзерслаутерні як літню резиденцію.

## Родина

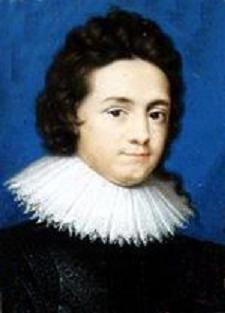
Людвіг Філіп

Чоловік — Людвіг Філіп фон Ціммерн
Діти:
- Карл Фрідріх — помер немовлям;
- Густав Людвіг — помер немовлям;
- Карл Філіп  — помер немовлям;
- Людвіг Казимир  (1636—1652) — прожив 16 років;
- Єлизавета Марія Шарлотта (1638—1664) — дружина Георга III Бжезького, дітей не мала;
- Людвіг Генріх Моріц (1640—1674) — пфальцграф Зіммерн, був одружений з Марією Нассау, дітей не мав;
- Луїза Софія Елеонора (1642—1643) — померла немовлям.